# Junta governativa amazonense de 1889
A Junta governativa amazonense de 1889 foi um triunvirato, formado por:
- Antônio Florêncio Pereira do Lago, coronel do exército
- Manuel Lopes da Cruz, capitão de fragata
- Domingos Teófilo de Carvalho Leal.

A Junta assumiu o governo do estado em 21 de novembro de 1889, permanecendo no cargo até 4 de janeiro de 1890.